# The Wall
The Wall es el undécimo álbum de estudio de la banda de rock progresivo Pink Floyd, lanzado el 30 de noviembre de 1979 por Harvest/EMI en Reino Unido y Columbia/CBS Records en Estados Unidos. Es una ópera rock sobre Pink, una estrella de rock hastiada que construye un «muro» psicológico de aislamiento social. El álbum fue un éxito comercial, encabezó las listas de Estados Unidos durante 15 semanas y alcanzó el número tres en el Reino Unido. Inicialmente recibió críticas mixtas de los críticos, muchos de los cuales lo encontraron exagerado y pretencioso, pero luego recibió elogios como uno de los mejores álbumes de todos los tiempos.
El bajista Roger Waters concibió The Wall durante la In the Flesh Tour de 1977, modelando el personaje de Pink a partir de él y del exmiembro de Pink Floyd, Syd Barrett. La grabación se extendió desde diciembre de 1978 hasta noviembre de 1979. El productor Bob Ezrin ayudó a refinar el concepto del álbum y salvar las tensiones durante la grabación, ya que los miembros de la banda estaban luchando con problemas personales y financieros en ese momento. The Wall fue el último álbum que presentó a Pink Floyd como cuarteto; el teclista, Richard Wright, fue despedido por Waters durante la producción, pero permaneció como músico asalariado.
Del álbum se publicaron tres sencillos: «Another Brick in the Wall, Part 2» —el único sencillo número uno de Pink Floyd en Reino Unido y Estados Unidos—, «Run Like Hell» y «Comfortably Numb». De 1980 a 1981, Pink Floyd interpretó el álbum completo en una gira que contó con elaborados efectos teatrales pero que financieramente, dejó casi en quiebra a la banda.
El álbum recibió una adaptación cinematográfica bajo el nombre de Pink Floyd – The Wall estrenada en 1982 por la Metro-Goldwyn-Mayer, fue dirigida por el director Alan Parker contando con animaciones creadas por el caricaturista Gerald Scarfe y una actuación del músico Bob Geldof, Waters escribió el guion de la película.
The Wall es uno de los discos conceptuales más conocidos. Con más de 30 millones de copias vendidas, es el segundo álbum más vendido en el catálogo de la banda —detrás de The Dark Side of the Moon de 1973—, el álbum doble más vendido de todos los tiempos, y uno de los más vendidos en general. El álbum fue el único trabajo del grupo en ser nominado a Mejor álbum en los Premios Grammy. Algunas de las canciones descartadas de las sesiones de grabación se utilizaron en el siguiente álbum del grupo, The Final Cut (1983). En 1990, para celebrar la Caída del Muro de Berlín, Waters organizó el concierto de The Wall - Live in Berlin que contó con la participación de varios músicos populares de la época. En el año 2000, fue votado como el número 30 en los «All Time Top 1000 Albums» de Colin Larkin. En 2003, 2012 y 2020, se incluyó en las listas de Rolling Stone de los «500 mejores álbumes de todos los tiempos». De 2010 a 2013, Waters organizó una nueva gira en vivo de The Wall que se convirtió en una de las más taquilleras realizadas por un músico solista.

## Trasfondo

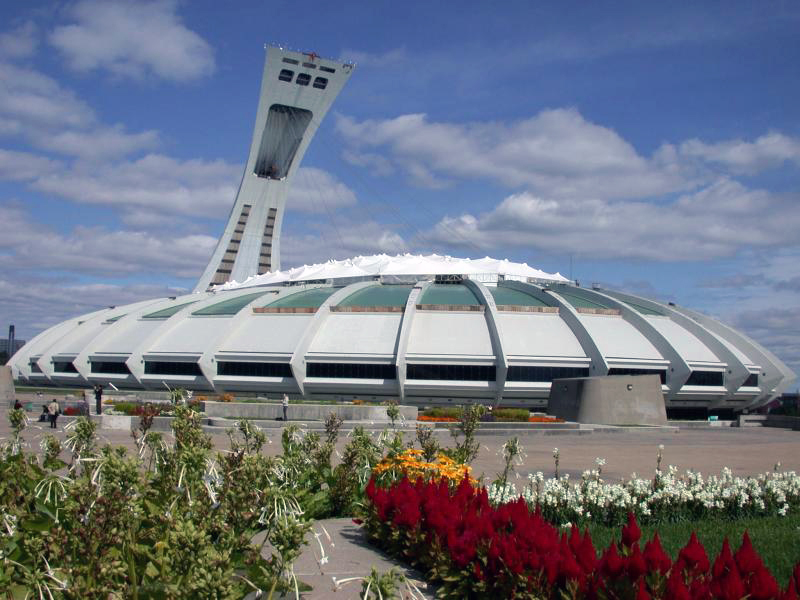
El concepto del álbum nació de un altercado con miembros de la audiencia en el Estadio Olímpico de Montreal, fotografiado en 2006.

En 1977, Pink Floyd realizó la gira In the Flesh. El bajista y cantautor Roger Waters despreció la experiencia, sintiendo que el público no estaba escuchando y que muchos estaban demasiado lejos para ver a la banda. Dijo: «Se convirtió en un evento social en lugar de una relación más controlada y ordinaria entre los músicos y el público». Algunos miembros del público lanzaron petardos, lo que llevó a Waters a dejar de tocar y regañarlos. El 6 de julio de 1977, fecha final en el Estadio Olímpico de Montreal, un grupo de fanáticos ruidosos y emocionados cerca del escenario irritó tanto a Waters que escupió a uno de ellos.
El guitarrista y cantautor David Gilmour se negó a realizar un bis final y se sentó en la caja de resonancia, dejando a la banda, con el guitarrista de respaldo Snowy White, improvisar un blues lento y triste de 12 compases, que Waters anunció al público como «un poco de música para volver a casa». Esa noche, Waters habló con el productor Bob Ezrin y el amigo psiquiatra de Ezrin sobre la alienación y la desesperación que estaba experimentando. Articuló su deseo de aislarse construyendo un muro en el escenario entre la banda y el público.
Mientras Gilmour y Wright estaban en Francia grabando sus álbumes en solitario (David Gilmour y Wet Dream respetivamente), y el baterista, Nick Mason, estaba ocupado produciendo el álbum Green de Steve Hillage, Waters comenzó a escribir material. El incidente del escupitajo se convirtió en el punto de partida de un nuevo concepto, que exploraba el aislamiento autoimpuesto del protagonista después de años de interacciones traumáticas con figuras de autoridad y la pérdida de su padre cuando era niño.
En julio de 1978, Pink Floyd volvió a reunirse en Britannia Row Studios, donde Waters presentó dos nuevas ideas para álbumes conceptuales. La primera fue una demostración de 90 minutos con el título provisional Bricks in the Wall. El segundo trataba sobre los sueños de un hombre una noche y trataba sobre el matrimonio, el sexo y los pros y los contras de la monogamia y la vida familiar versus la promiscuidad. La banda eligió la primera opción; el segundo finalmente se convirtió en el primer álbum en solitario de Waters de 1984, The Pros and Cons of Hitch Hiking.
En septiembre, Pink Floyd estaba teniendo problemas financieros y necesitaba urgentemente producir un álbum para ganar dinero. Los planificadores financieros Norton Warburg Group (NWG) habían invertido entre 1,3 y 3,3 millones de libras esterlinas, hasta 20,1 millones de libras esterlinas en valor contemporáneo, del dinero del grupo en capital de riesgo para reducir sus obligaciones fiscales. La estrategia fracasó cuando muchas de las empresas que NWG invirtió perdieron dinero, dejando a la banda enfrentando tasas impositivas potencialmente tan altas como el 83 por ciento. Waters dijo: «El ochenta y tres por ciento era mucho dinero en aquellos días y no lo teníamos». Pink Floyd puso fin a su relación con NWG, exigiendo la devolución de los fondos no invertidos. Gilmour dijo que después se involucró estrechamente en el lado comercial de Pink Floyd: «Desde entonces, no hay un solo centavo que no haya firmado. Firmo cada cheque y lo examino todo».
Para ayudar a gestionar las veintiséis pistas del proyecto, Waters decidió contratar a un productor y colaborador externo, sintiendo que necesitaba «un colaborador que estuviera musical e intelectualmente en un lugar similar al que yo estaba». Contrataron a Ezrin por sugerencia de la entonces esposa de Waters, Carolyne Christie, que había trabajado como secretaria de Ezrin. Ezrin había trabajado anteriormente con Alice Cooper, Lou Reed, Kiss y Peter Gabriel. Desde el principio, Waters dejó claro quién estaba a cargo y le dijo: «Puedes escribir lo que quieras. Pero no esperes ningún crédito».
Ezrin y Gilmour revisaron el concepto de Waters y descartaron lo que pensaban que no era lo suficientemente bueno. Waters y Ezrin trabajaron principalmente en la historia, mejorando el concepto. Ezrin presentó un guion de cuarenta páginas al resto de la banda, con resultados positivos. Recordó: «Al día siguiente en el estudio, hicimos una lectura en la mesa, como lo harías con una obra de teatro, pero con toda la banda, y todos sus ojos brillaron, porque entonces pudieron ver el álbum». Ezrin amplió la trama, alejándola de la obra autobiográfica que Waters había escrito y basándola en un personaje compuesto llamado Pink. El ingeniero Nick Griffiths dijo más tarde: «Ezrin estuvo muy bien en The Wall, porque logró unir todo. Es un tipo muy contundente. Hubo muchas discusiones sobre cómo debería sonar entre Roger y Dave, y cerró la brecha entre ellos». Waters escribió la mayor parte del álbum, con Gilmour quien coescribió «Comfortably Numb», «Run Like Hell» y «Young Lust», y Ezrin «The Trial».

## Concepto e historia
The Wall es una ópera rock que explora el abandono y el aislamiento, simbolizados por un muro. Las canciones crean una historia de eventos en la vida de Pink, un personaje basado en el exlíder de Waters y Pink Floyd, Syd Barrett. El álbum incluye varias referencias a Barrett, incluida «Nobody Home», que insinúa su condición durante la fallida gira de Pink Floyd por Estados Unidos en 1967, con letras como «ojos salvajes y fijos», «la obligación permanente de Hendrix» y «bandas elásticas que mantienen mis zapatos puestos». «Comfortably Numb» se inspiró en la inyección de Waters con un relajante muscular para combatir los efectos de la hepatitis durante la gira In the Flesh en Filadelfia.

### Trama
El álbum comienza con Pink, una estrella de rock, dirigiéndose a una multitud de aficionados en uno de sus conciertos, a quienes está a punto de ofrecer una interpretación aparentemente inesperada de la historia de su vida —«In the Flesh?»—. Comienza un flashback de su vida hasta ese momento, en el que se revela que su padre fue asesinado durante la Segunda Guerra Mundial, dejando que la madre de Pink lo criara sola —«The Thin Ice»—. A partir de la muerte de su padre, Pink comienza a construir un muro metafórico a su alrededor —«Another Brick in the Wall, Part 1»—. Al crecer, Pink es atormentado en la escuela por maestros tiránicos y abusivos —«The Happiest Days of Our Lives»—, y los recuerdos de estos traumas se convierten en «ladrillos en la pared» metafóricos —«Another Brick in the Wall, Part 2»—.

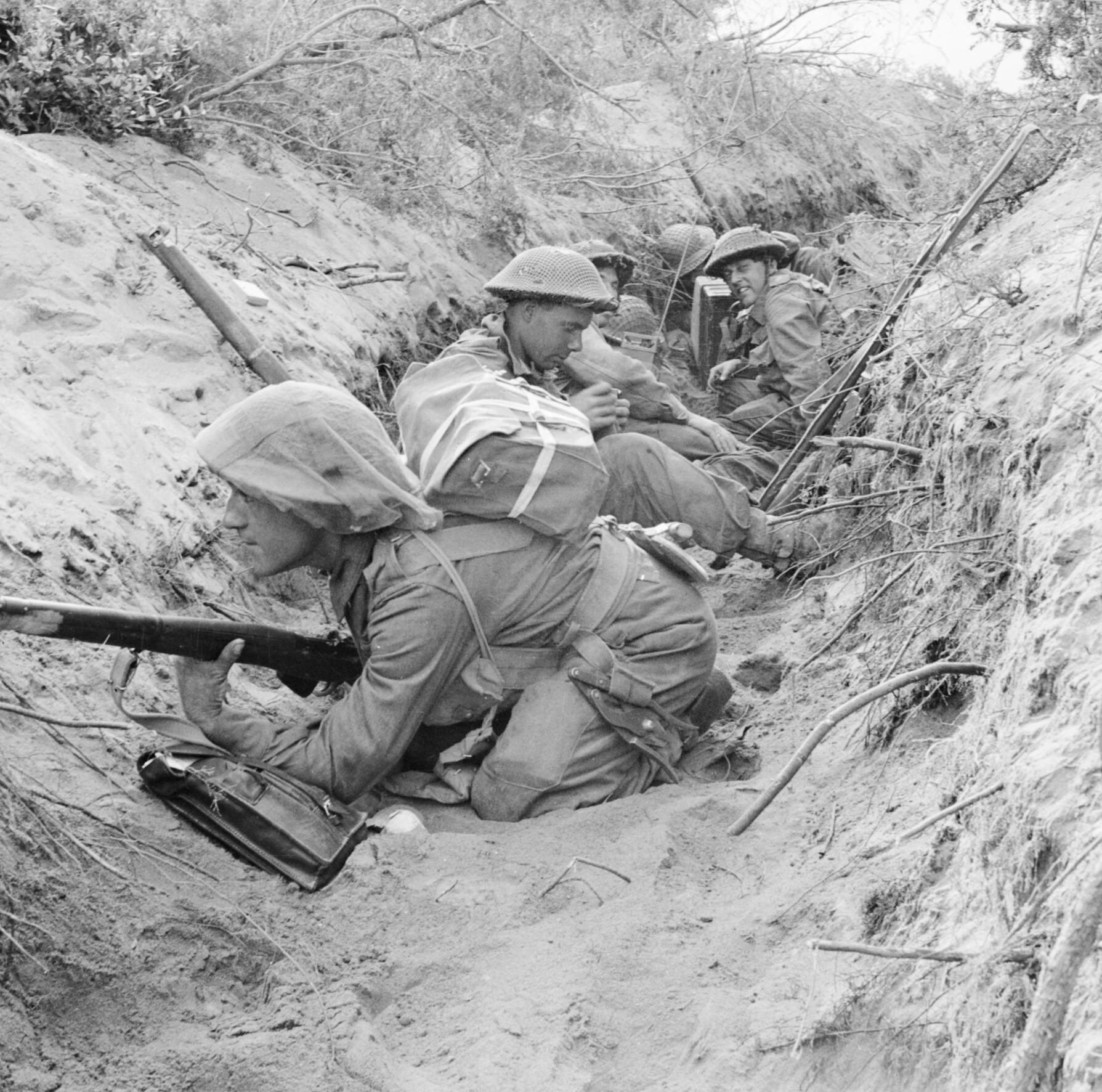
La muerte del padre de Pink durante la Batalla de Anzio (en la foto) constituye el telón de fondo de la historia

Ahora, adulto, Pink recuerda a su madre dominante y sobreprotectora —«Mother»— y su educación durante el Blitz —«Goodbye Blue Sky»—. Pink pronto se casa, y después de que se crean más «ladrillos» a través de más traumas, se está preparando para completar su «muro» —«Empty Spaces»—. Mientras está de gira por los Estados Unidos, busca sexo casual para aliviar el tedio de la gira, aunque al hacer una llamada telefónica a casa, se entera de la infidelidad de su esposa —«Young Lust»—. Trae a una groupie de regreso a su habitación de hotel, solo para destrozarla en un violento ataque de ira, aterrorizándola y sacándola de la habitación —«One of My Turns»—. Deprimido, Pink piensa en su esposa y fantasea con cometer violencia contra ella —«Don't Leave Me Now»—. Sintiéndose atrapado, descarta el impacto que su pasado ha tenido en él y rechaza el contacto humano y la medicación —«Another Brick in the Wall, Part 3»—. El muro de Pink ya está terminado, aislándose completamente del mundo exterior —«Goodbye Cruel World»—.
Inmediatamente después de la finalización del muro, Pink cuestiona sus decisiones —«Hey You»— y se encierra en su habitación de hotel —«Is There Anybody Out There?»—. Pink, que comienza a sentirse deprimido, recurre a sus posesiones en busca de consuelo —«Nobody Home»— y anhela la idea de reconectarse con sus raíces personales —«Vera»—. La mente de Pink regresa a la Segunda Guerra Mundial, con la gente exigiendo que los soldados regresen a casa —«Bring the Boys Back Home»—. Volviendo al presente, el mánager de Pink y sus roadies irrumpen en su habitación de hotel, donde lo encuentran inconsciente. Un paramédico le inyecta drogas para que pueda actuar en un concierto esa misma noche —«Comfortably Numb»—.
Las drogas hacen efecto, lo que resulta en una actuación alucinatoria en el escenario —«The Show Must Go On»— donde cree que es un dictador fascista y que su concierto es una manifestación neonazi, en la que se presenta como hombres con camisas pardas sobre fanáticos que considera indignos —«In the Flesh»—. Procede a atacar a las minorías —«Run Like Hell»—, y culmina cuando se imagina celebrando una manifestación que incita a la violencia en los suburbios de Londres —«Waiting for the Worms»—. La alucinación de Pink cesa y él ruega que todo se detenga —«Stop»—. Atormentado por la culpa, Pink se somete a juicio mental, en donde es atormentado por sus miedos, inseguridades y por sus recuerdos con el maestro, su esposa y su madre, al final, su juez interior, luego de que le confronte a Pink sobre sus mayores miedos, le ordena «derribar el muro» como castigo por sus acciones —«The Trial»—. Esta es la apertura de Pink al mundo exterior —«Outside the Wall»—.
El álbum da un giro completo con sus palabras finales «Isn't this where...», las primeras palabras de la frase que comienza el álbum, «...we come in?», por lo cual, la frase completa sería «Isn't this where we come in?» (Traducido como: «¿No es aquí donde entramos nosotros?»), con una continuación de la melodía de la última canción que insinúa la naturaleza cíclica del tema de Waters y que la crisis existencial en el corazón del álbum nunca terminará realmente.

## Producción

### Grabación
The Wall se grabó en varios lugares. En Francia, Super Bear Studios se utilizó entre enero y julio de 1979, y Waters grabó su voz en el cercano Estudio Miraval. Michael Kamen supervisó los arreglos orquestales en los estudios CBS de Nueva York en septiembre. Durante los dos meses siguientes, la banda utilizó Cherokee Studios, Producers Workshop y The Village Recorder en Los Ángeles. Se canceló un plan para trabajar con los Beach Boys en el estudio Sundance Productions en Los Ángeles —aunque el miembro de los Beach Boys, Bruce Johnston, canta coros en «In the Flesh?», «The Show Must Go On», la versión del lado cuatro de «In the Flesh», y «Waiting for the Worms»—.
James Guthrie, recomendado por el anterior colaborador de Floyd, Alan Parsons, llegó temprano en el proceso de producción. Reemplazó al ingeniero Brian Humphries, quien estaba emocionalmente agotado por sus cinco años con la banda. Guthrie fue contratado como coproductor, pero inicialmente desconocía el papel de Ezrin: «Me veía como un joven productor atractivo... Cuando llegamos, creo que ambos sentimos que nos habían contratado para hacer el mismo trabajo». Las primeras sesiones en Britannia Row estuvieron cargadas de emociones, ya que Ezrin, Guthrie y Waters tenían ideas claras sobre la dirección que tomaría el álbum. Las relaciones dentro de la banda estaban en un punto bajo y Ezrin se convirtió en un intermediario entre Waters y el resto de la banda.
Como inicialmente se consideró que los Estudios Britannia Row era inadecuada para The Wall, la banda mejoró gran parte de su equipo y en marzo se completó otra serie de demostraciones. Sin embargo, su relación anterior con NWG los puso en riesgo de quiebra y se les recomendó que abandonaran el Reino Unido a más tardar el 6 de abril de 1979, por un mínimo de un año. Como no residentes, no pagarían impuestos en el Reino Unido durante ese tiempo, y al cabo de un mes los cuatro miembros y sus familias se habían marchado. Waters se mudó a Suiza, Mason a Francia y Gilmour y Wright a las islas griegas. Algunos equipos de Britannia Row se trasladaron a Super Bear Studios cerca de Niza. Gilmour y Wright estaban familiarizados con el estudio y disfrutaron de su atmósfera, ya que habían grabado álbumes en solitario allí. Mientras Wright y Mason vivían en el estudio, Waters y Gilmour se quedaban en casas cercanas. Más tarde, Mason se mudó a la villa de Waters cerca de Vence, mientras que Ezrin se quedó en Niza.
La escasa puntualidad de Ezrin causó problemas con el apretado calendario dictado por Waters. Mason encontró el comportamiento de Ezrin «errático», pero utilizó sus elaboradas e improbables excusas por su tardanza como munición para un «resentimiento irónico». La parte de las regalías de Ezrin era menor que la del resto de la banda y veía a Waters como un matón, especialmente cuando Waters se burló de él haciéndole insignias que decían NOPE —No Points Ezrin—, en alusión a su parte menor. Ezrin dijo más tarde que había tenido problemas matrimoniales y que por eso no estaba «en la mejor forma emocional».

#### Despido de Richard Wright

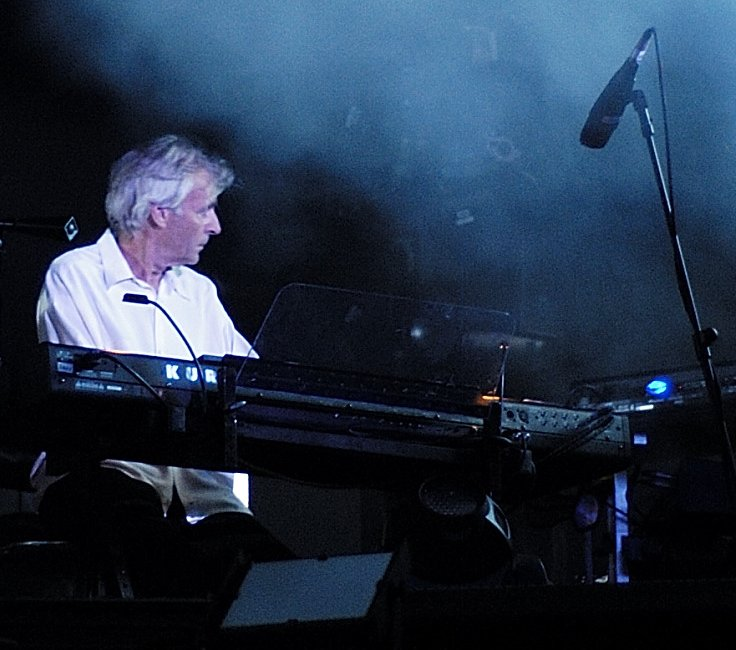
La relación de Waters con Richard Wright (en la foto de 2006) colapsó durante la producción, lo que provocó que lo despida de la banda

Más problemas se hicieron evidentes cuando la relación de Waters con Wright se rompió. La banda rara vez estaba junta en el estudio. Ezrin y Guthrie unieron las pistas de batería previamente grabadas por Mason, y Guthrie trabajó con Waters y Gilmour durante el día y regresó por la noche para grabar las contribuciones de Wright. Wright, preocupado por el efecto que tendría la introducción de Ezrin en las relaciones de la banda, deseaba tener un crédito de productor en el álbum. Sus álbumes desde More (1969) habían acreditado la producción a «Pink Floyd».
Waters acordó un período de prueba con Wright como productor, después del cual se le daría un crédito de productor, pero después de unas semanas él y Ezrin expresaron su descontento con los métodos de Wright. Un enfrentamiento con Ezrin llevó a Wright a trabajar sólo de noche. Gilmour también expresó su molestia, quejándose de que la falta de aportación de Wright «nos estaba volviendo locos a todos». Ezrin reflexionó más tarde: «a veces sentí que Roger lo estaba preparando para fracasar. Rick tiene ansiedad por el desempeño. Hay que dejarlo solo para que se forme libremente, para crear...».
Wright estaba preocupado por un matrimonio fallido y la aparición de una depresión, exacerbada por su falta de residencia. Mientras que los otros miembros de la banda trajeron a sus hijos, los hijos de Wright eran mayores y no podían unirse porque asistían a la escuela; dijo que los extrañaba «terriblemente». Las vacaciones de la banda estaban reservadas para agosto, después de lo cual debían volver a reunirse en Cherokee Studios en Los Ángeles, pero Columbia le ofreció a la banda un mejor trato a cambio del lanzamiento del álbum en Navidad. Waters aumentó la carga de trabajo de la banda en consecuencia, reservando tiempo en el cercano Studio Miraval. También sugirió grabar en Los Ángeles diez días antes de lo acordado y contratar a otro teclista para trabajar junto a Wright, cuyas partes de teclado aún no se habían grabado. Wright se negó a acortar sus vacaciones familiares en Rodas.
Los relatos sobre la posterior salida de Wright de la banda difieren. En su autobiografía, Inside Out, Mason dice que Waters llamó al mánager de la banda, Steve O'Rourke, que viajaba a Estados Unidos en el QE2, y le dijo que sacara a Wright de la banda cuando Waters llegara a Los Ángeles para mezclar el álbum. En otra versión grabada por un historiador posterior de la banda, Waters llamó a O'Rourke y le pidió que le contara a Wright sobre los nuevos arreglos de grabación, a lo que Wright respondió: «Dile a Roger que se vaya a la mierda». Wright lo negó, afirmando que la banda había acordado grabar sólo durante la primavera y principios del verano, y que no tenía idea de que estaban tan retrasados. Mason escribió más tarde que Waters estaba «aturdido y furioso» y sentía que Wright no estaba haciendo lo suficiente.
Gilmour estaba de vacaciones en Dublín cuando se enteró del ultimátum de Waters y trató de calmar la situación. Posteriormente habló con Wright y le brindó su apoyo, pero le recordó sus mínimas contribuciones. Waters insistió en que Wright se fuera, o se negaría a lanzar The Wall. Varios días después, preocupado por su situación financiera y las fallidas relaciones interpersonales dentro de la banda, Wright renunció a la banda. La noticia de su partida se ocultó a la prensa musical. Aunque su nombre no apareció en algunas ediciones del álbum —sí aparece en la portada desplegable del Reino Unido—, trabajó como músico de sesión en la gira posterior de la banda.
En agosto de 1979, el orden de funcionamiento estaba prácticamente completo. Wright completó sus funciones en Cherokee Studios con la ayuda de los músicos de sesión Peter Wood y Fred Mandel, Jeff Porcaro tocó la batería en lugar de Mason en «Mother».

### Instrumentalización
Las primeras sesiones de batería de Mason se realizaron en un espacio abierto en el último piso de Britannia Row Studios. Las grabaciones de diez y seis pistas de estas sesiones se mezclaron y copiaron en un master de veinticuatro pistas, como pistas guía para que las tocara el resto de la banda. Esto dio a los ingenieros una mayor flexibilidad, pero también mejoró la calidad de audio de la mezcla, ya que las grabaciones de batería originales de diez y seis pistas se sincronizaron con el master de veinticuatro pistas y se eliminaron las pistas guía duplicadas. Más tarde, Ezrin relató la alarma de la banda por este método de trabajo: aparentemente vieron el borrado de material del master de veinticuatro pistas como "brujería".
Mason dejó la mezcla final a Waters, Gilmour, Ezrin y Guthrie, y viajó a Nueva York para grabar su álbum debut en solitario, Fictitious Sports de 1981. Antes de su lanzamiento, limitaciones técnicas provocaron algunos cambios en el orden de ejecución y el contenido de The Wall, con «What Shall We Do Now?» siendo reemplazado por «Empty Spaces», una canción similar pero más corta y con letras distintas, y «Hey You» que se mueve desde el final del lado tres al principio. Con la fecha límite de noviembre de 1979 acercándose, la banda dejó las carátulas interiores del álbum sin cambios.

Mientras estaba en los estudios Super Bear, Waters aceptó la sugerencia de Ezrin de que varias pistas, incluidas «Nobody Home», «Comfortably Numb» y «The Trial», deberían tener un acompañamiento orquestal. Michael Kamen, que había trabajado anteriormente con David Bowie, fue contratado para supervisar estos arreglos, que fueron interpretados por músicos de la Filarmónica de Nueva York y la Orquesta Sinfónica de Nueva York, y un coro de la Ópera de la ciudad de Nueva York. Sus sesiones fueron grabadas en los estudios CBS de Nueva York sin la presencia de Pink Floyd. Kamen finalmente conoció a la banda una vez que se completó la grabación.
«Comfortably Numb» tiene su origen en el álbum debut en solitario de Gilmour y fue fuente de muchas discusiones entre Waters y Gilmour. Ezrin afirmó que la canción inicialmente comenzó como "el disco de Roger, sobre Roger, para Roger", pero pensó que necesitaba más trabajo. Waters cambió el tono del verso y agregó más letras al estribillo, y Gilmour agregó compases adicionales para la línea "Me he vuelto cómodamente entumecido". La grabación "simple y más dura" de Gilmour no fue del agrado de Waters; Waters prefirió la "versión orquestal más grandiosa en tecnicolor" de Ezrin. Después de una importante discusión en un restaurante de North Hollywood, los dos llegaron a un acuerdo; El cuerpo de la canción incluía el arreglo orquestal, con el segundo y último solo de guitarra de Gilmour.

## Arte y empaquetado
La portada del álbum es una de las más minimalistas de Pink Floyd: una pared de ladrillos blancos y sin texto. Waters tuvo una pelea con el diseñador de Hipgnosis, Storm Thorgerson, unos años antes, cuando Thorgerson había incluido la portada de «Animals» en su libro «The Work of Hipgnosis: 'Walk Away René'». The Wall es, por tanto, la primera portada del álbum de la banda desde «The Piper at the Gates of Dawn» en 1967 que no ha sido creada por el grupo de diseño.
Los números del álbum incluían las letras del nombre del artista y el título del álbum del dibujante Gerald Scarfe, ya sea como una pegatina en la funda o impresa en la propia portada, en negro o rojo. Scarfe, que previamente había creado animaciones para la gira «In the Flesh» de la banda, también creó la carátula interior del LP y las etiquetas de ambos discos de vinilo del álbum, mostrando la pared del mismo nombre en varias etapas de construcción, acompañada por personajes de la historia.
Los dibujos se tradujeron en muñecos para «The Wall Tour, así como en los segmentos animados de Scarfe mostrados durante la gira y en la película basada en el álbum. Es de destacar que el estadio dibujado en la portada interior se parece mucho al Estadio Olímpico de Montreal, donde el concepto del álbum encuentra su origen. Parece plausible que el artista se inspirara en la apariencia del estadio en 1977 y su torre inclinada que se completó sólo a un tercio de su altura proyectada (y actual), que recuerda a las muchas "torres" representadas en el estadio del artista.

## The Wall Tour

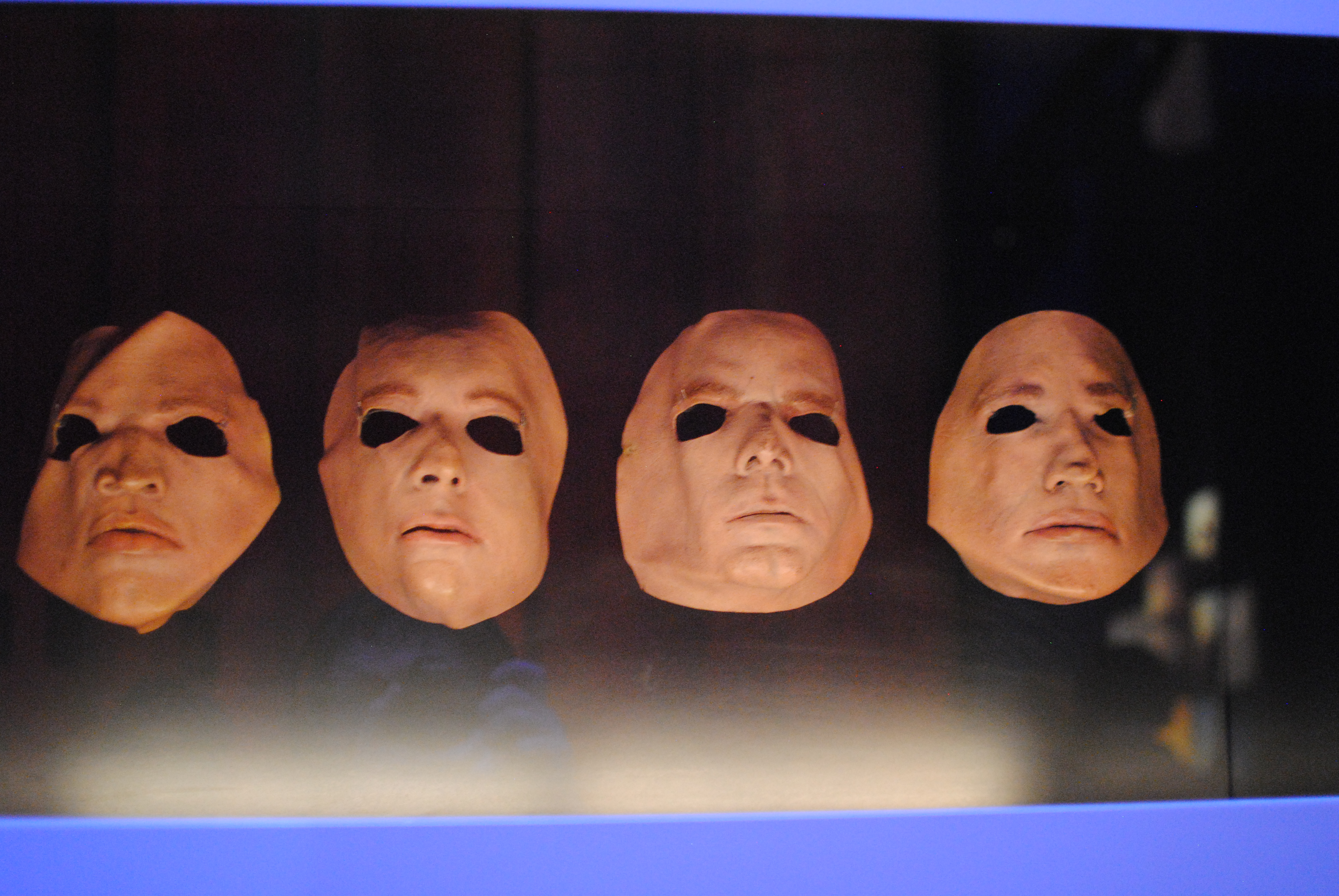
Máscaras de los miembros de Pink Floyd que eran utilizadas por músicos de sesión al principio de los conciertos de «The Wall Tour», serían posteriormente utilizadas como la cubierta del álbum en vivo «Is There Anybody Out There? The Wall Live 1980-1981».

Tras el lanzamiento del álbum, en 1980 el grupo empezó la gira denominada «The Wall Tour», la cual, se inauguró en Los Angeles Memorial Sports Arena en Los Ángeles, California, el 7 de febrero de 1980. 
El concierto iniciaba con música de los años 30 y 40 que eran populares durante la Segunda Guerra Mundial, posteriormente un maestro de ceremonias o un DJ de radio invitado aparecía en el escenario para saludar al público y dar algunas instrucciones como la prohibición de encender fuegos pirotécnicos, evitar usar cámaras con flash y que si se encontraban algún dispositivo de grabación de audio o video, este sería confiscado, posteriormente mientras el maestro de ceremonias continuaba con las instrucciones, los músicos lo interrumpirían comenzando con la canción «In the Flesh?», la cual no era interpretada por los propios miembros de Pink Floyd, si no por músicos de sesión que portaban máscaras de los miembros, esto en referencia a que gran parte del público no conocía bien a los miembros, la canción finalizaba con un avión de combate a escala pasando por arriba del público hasta estrellarse con la pared en donde "explotaba". Mientras la banda tocaba, se construyó gradualmente una pared de ladrillos de cartón de 40 pies de altura (12 m) entre ellos y el público, la cual, con el paso de la primera mitad del concierto, lentamente se iba construyendo por todo el escenario. Cuando la pared era completada luego de «Goodbye Cruel World», daba por iniciado un intermedio de 25 minutos, curiosamente siendo la canción que finaliza el primer disco del álbum, terminado el intermedio, el grupo empezaría a tocar las canciones del segundo disco empezando con «Hey, You». Para las canciones «Nobody Home», «Vera» y «Bring The Boys Back Home», en la pared se había construido una recreación de una habitación de hotel en donde Roger Waters cantaba las tres canciones, estaba él sentado en una silla que usualmente tomaban prestadas de los hoteles en los él se hospedaba. Para «Comfortably Numb», mientras Waters cantaba su verso inicial vestido con una bata de médico, David Gilmour esperó en la oscuridad en lo alto de la pared, de pie sobre una maleta con ruedas, sostenido por un técnico, ambos en precario equilibrio sobre una plataforma hidráulica. En ese momento, brillantes luces azules y blancas lo iluminarían de repente. Posteriormente, luego de «The Show Must Go On», el maestro de ceremonias reaparecería nuevamente para volver a dar las instrucciones del inicio, pero agregando cosas como: "No se levanten de sus asientos o sino serán inmediatamente disparados" o "No necesitarán pirotecnia porque el show ya tiene suficientes explosiones y créanme que después habrán aún más explosiones en sus mentes", esto en referencia a que en esa parte de la historia, Pink empieza a alucinar con ser un dictador fascista, al igual que al inicio del concierto, el maestro de ceremonias nuevamente sería interrumpido por el grupo cuando comienzan a tocar «In the Flesh». Al final del concierto, la pared se derrumba tras la finalización de «The Trial», dejando al descubierto a los músicos y dando preámbulo para «Outside The Wall» y con ello finalizando el concierto.
Se contrató a Gerald Scarfe para producir una serie de animaciones que se proyectarían en la pared, Scarfe previamente había trabajado con la banda al producir animaciones para las canciones «Welcome to the Machine» y «Shine on You Crazy Diamond» en la gira «In The Flesh Tour» de 1977 y diseñando la portada del propio álbum «The Wall». Scarfe en su estudio de Londres, empleó un equipo de 40 animadores para crear visiones pesadillescas de los personajes presentados en el álbum, incluida una paloma de la paz, un maestro de escuela, la madre y la esposa de Pink, así mismo como los martillos, el fiscal y el juez, las animaciones acabaron siendo usadas en «Another Brick in the Wall, Part 2», «Goodbye Blue Sky», «Empty Spaces», «What Shall We Do Now?», «Bring The Boys Back Home», «Waiting for the Worms» y «The Trial», varias de estas animaciones terminaron siendo expandidas o recreadas para la película de «Pink Floyd – The Wall» de 1982. Los diseños del maestro, la madre y la esposa de Pink fueron creados como marionetas inflables gigantes que aparecerían en las respectivas canciones en las que eran mencionados en la historia, así como también se usó un muñeco de trapo para representar a Pink, quien tiene en su rostro una expresión de desesperación y culpa, también se incluyó al cerdo volador en referencia del álbum anterior, «Animals», con un diseño diferente, ahora contaba con un color más oscuro al original y en los costados del inflable se encontraba el emblema de los martillos marchando.
Junto con las canciones del álbum, la gira incluyó un popurrí instrumental titulado, «The Last Few Bricks», tocado como puente entre «Another Brick in the Wall, Part 3» y «Goodbye Cruel World» para permitir que el equipo de construcción completara el muro. También se añadió la canción «What Shall We Do Now?», la cual había sido descartada de ser incluida en el álbum por problemas de espacio en los discos de vinilo, la inclusión de la canción influenció en que la canción anterior, «Empty Spaces», tuviera una letra diferente a la presentada en el álbum.
Durante la gira, las relaciones de los miembros del grupo cayeron a su nivel más bajo; Cuatro Winnebago estaban aparcados en círculo, con las puertas orientadas hacia el centro. Waters utilizó su propio vehículo para llegar al lugar y se alojó en hoteles separados del resto de la banda. Richard Wright, que regresó como músico asalariado, fue el único miembro de la banda que se benefició de la gira, que perdió alrededor de 400.000 libras esterlinas.
«The Wall Tour» a diferencia de las giras anteriores del grupo que tenían múltiples espectáculos en varias ciudades o países, debido al alto costo de producción solo fue llevada a cabo en 4 ciudades en 3 países distintos, la gira inicial fue realizada entre el 7 al 13 de febrero de 1980 en Los Angeles Memorial Sports Arena, también del 24 al 28 del mismo mes en el Nassau Veterans Memorial Coliseum de Uniondale, Nueva York en Estados Unidos y del 4 al 9 de agosto de 1980 en el Centro de Exhibiciones Earls Court en Londres, Inglaterra, posteriormente del 13 al 20 de febrero de 1981 se presentaría en el Westfalenhallen en Dortmund, Alemania Occidental y más tarde del 13 al 17 de junio nuevamente en el Centro de Exhibiciones Earls Court de Londres, las cuales originalmente serían utilizadas para filmar los conciertos para una película, pero la idea se descartó por problemas técnicos.

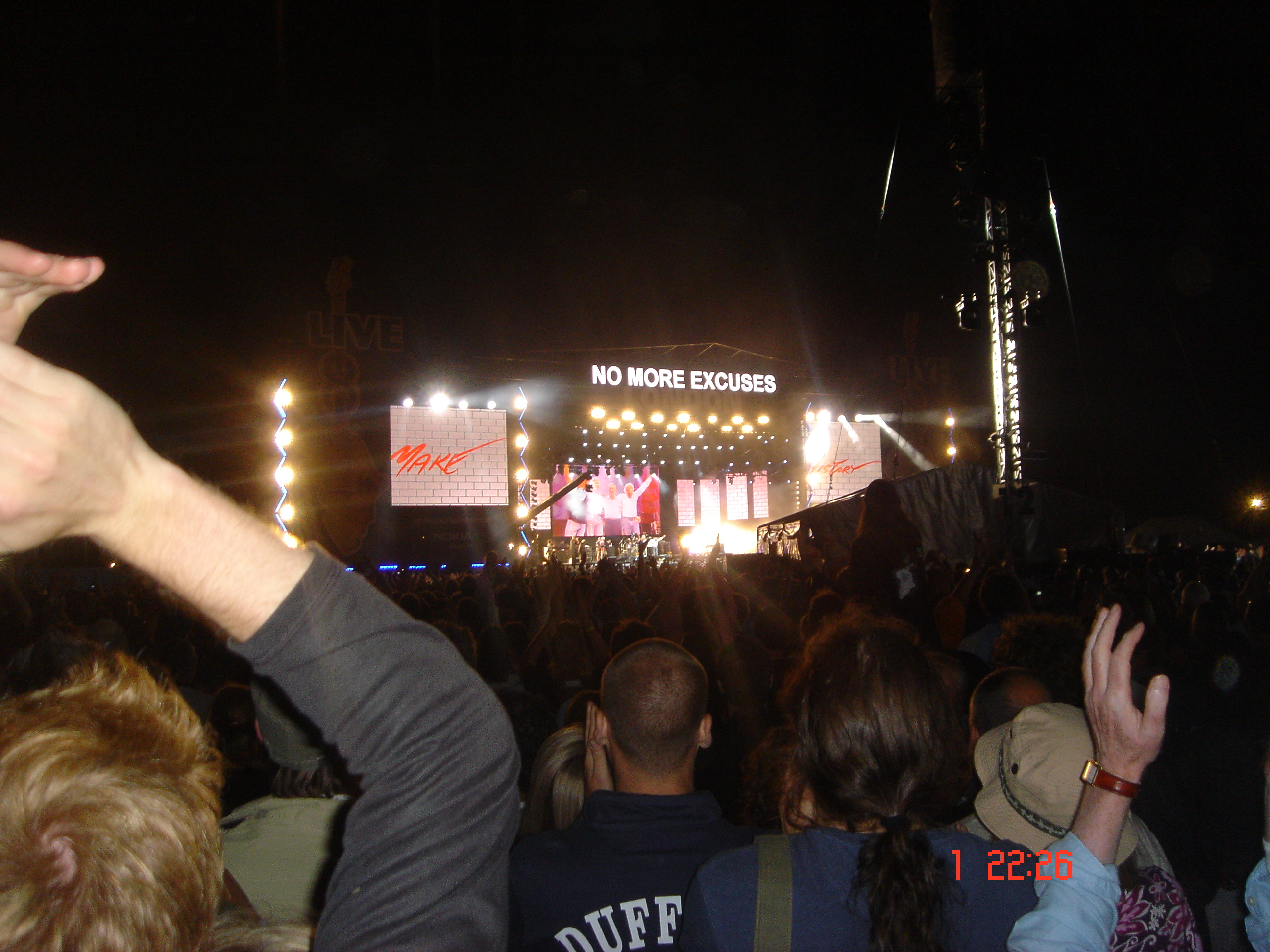
Pink Floyd en vivo en el Live 8 luego de interpretar «Comfortably Numb».

«The Wall Tour» fue la última gira del grupo con la participación de Waters antes de su salida del grupo en 1985. Algunas de las grabaciones de los conciertos del Centro de Exhibiciones Earls Court en 1980 y 1981 serían editadas y publicadas en el año 2000 en un álbum en vivo titulado «Is There Anybody Out There? The Wall Live 1980-1981».
En giras posteriores, el grupo siguió tocando algunas canciones del álbum luego de la salida de Waters del grupo, como se pueden escuchar en los álbumes en vivo Delicate Sound of Thunder y Pulse.
En el año 2005, durante el evento Live 8, Pink Floyd volvió a presentarse luego de 11 años de no haberse reunido, sin embargo, Waters, quien no había tocado en vivo junto a la banda durante 24 años, también los acompañó para tocar algunas canciones de Pink Floyd, la última que interpretaron juntos fue «Comfortably Numb».

### Waters en solitario

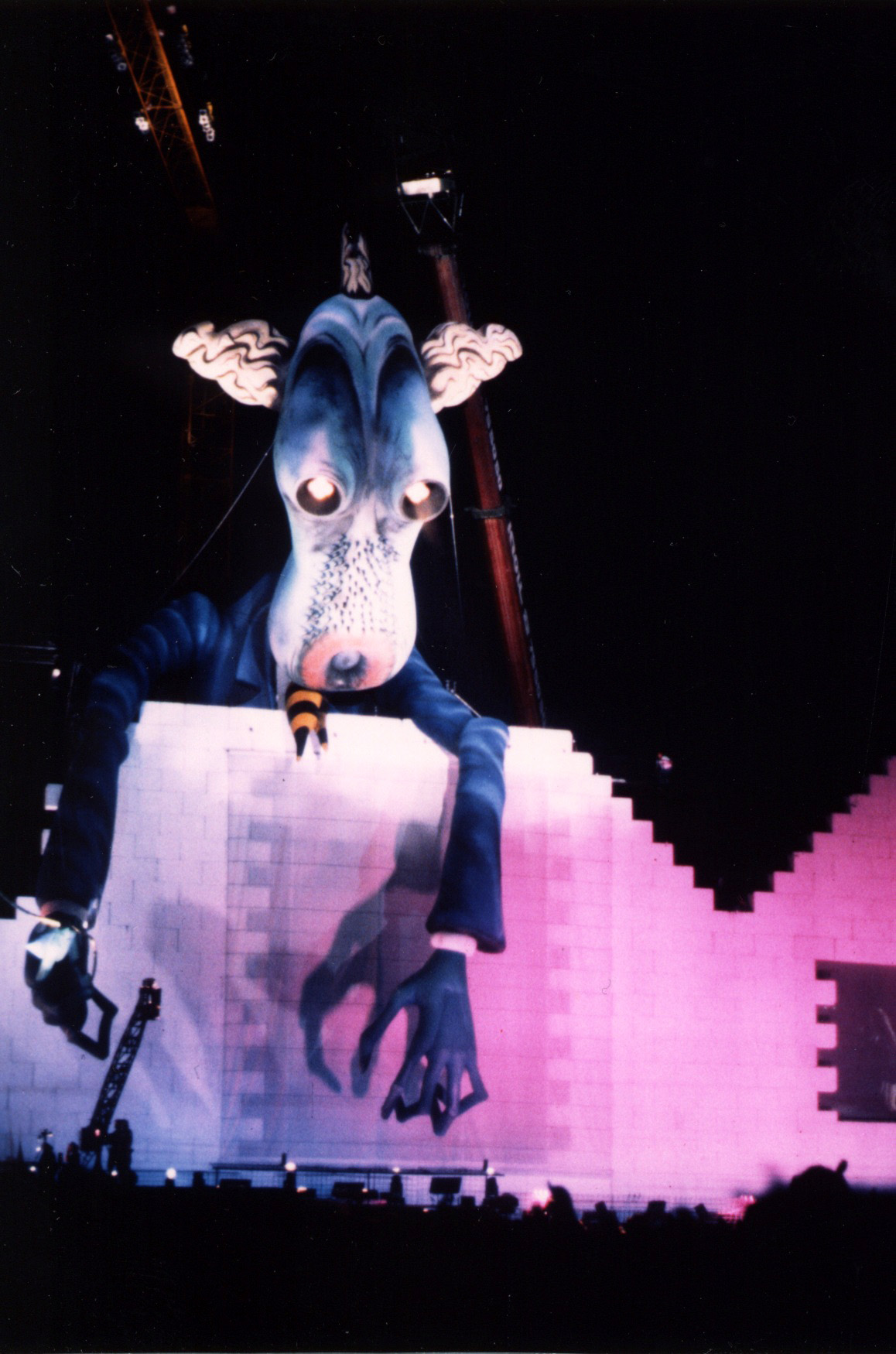
Marioneta gigante que representa al director del colegio siendo utilizada mientras se interpreta la canción «Another Brick in the Wall, Pt. 2» en el concierto de Berlín de 1990.

Roger Waters junto con el productor Tony Hollingsworth organizaron el gigantesco concierto «The Wall Live in Berlin», con más de 100 tráileres de equipo, en Berlín, Alemania, el 21 de julio de 1990, con varios famosos músicos, incluyendo a Van Morrison, Sinéad O'Connor, Cyndi Lauper, Scorpions, Jerry Hall y Bryan Adams, entre otros, para conmemorar la caída del Muro de Berlín y para posibilitar la creación de una fundación: World War Memorial Fund for Disaster Relief, contra las guerras y sus consecuencias.
Finalmente el 12 de abril de 2010 se confirmó oficialmente el lanzamiento de la Gira The Wall Live 2010-2012, con más de 70 fechas confirmadas en México, Estados Unidos, Canadá y Europa, que comenzaron el 15 de septiembre de 2010 en Toronto, Canadá.
Se confirmó la visita de la Gira por Latinoamérica y Asia.
Fue considerada una de las giras más grandes de todos los tiempos y sus conciertos los de mayor magnitud del mundo. En marzo de 2012 la gira por Sudamérica comenzó en Chile el 02 y 3 de marzo en Santiago, siguió en Buenos Aires (Argentina) con 9 recitales (07, 09, 10, 12, 14, 15, 17, 18 y 20 de marzo); Brasil en Porto Alegre (17 de marzo), São Paulo (22 y 23) y Río de Janeiro (25).
El 12 de mayo de 2011, durante una presentación en The O2 Arena de Londres, Inglaterra, David Gilmour hizo una aparición sorpresa para el público interpretando «Comfortably Numb» de forma similar a la gira original de 1980, con Gilmour encima del muro cantando sus versos y tocando su guitarra, mientras que al final del concierto, Nick Mason también apareció y los tres junto a los demás músicos de los conciertos interpretarían «Outside The Wall».

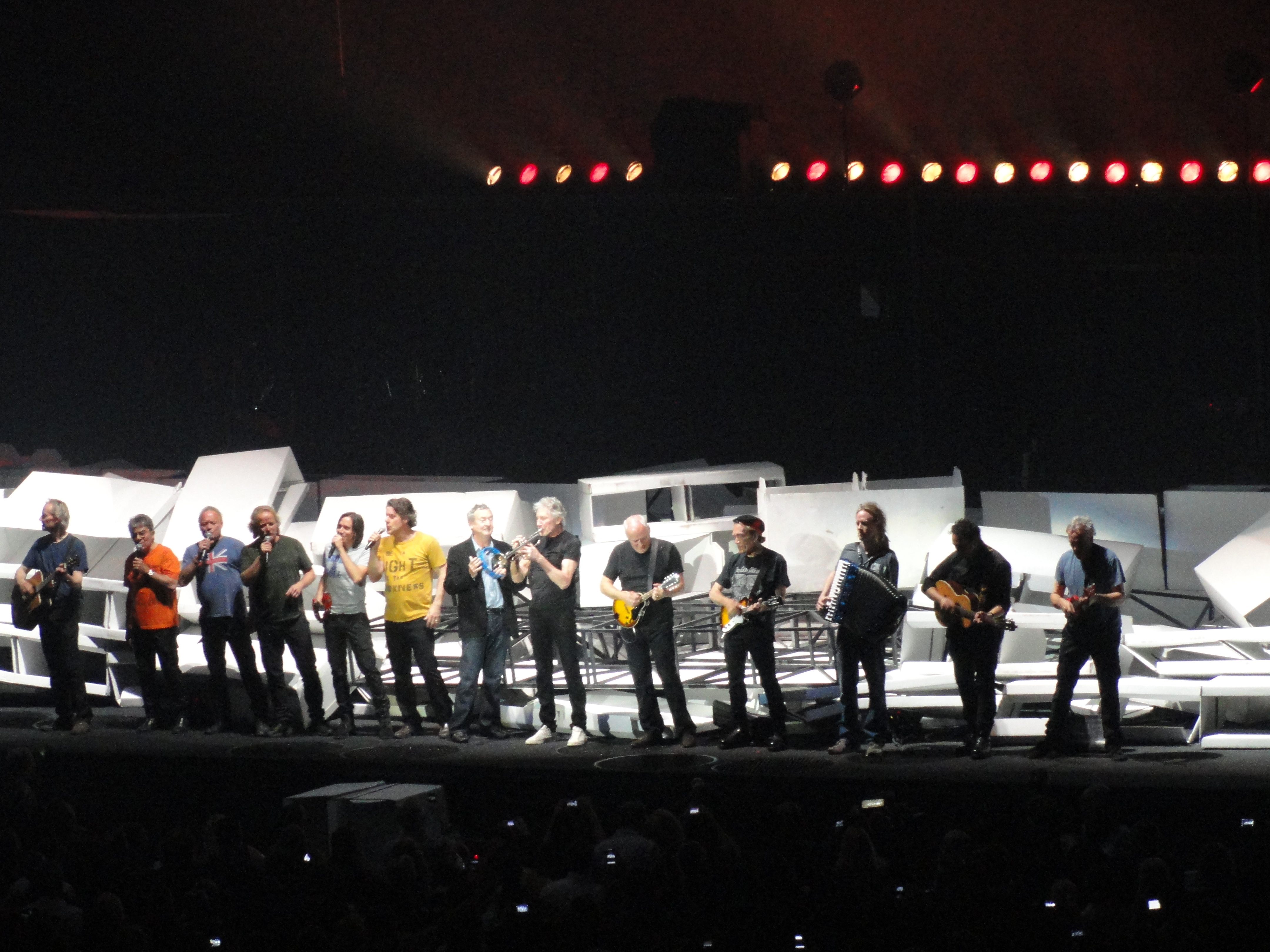
Reunión de Roger Waters, David Gilmour, Nick Mason y los músicos del concierto interpretando «Outside The Wall» en la gira de The Wall Live en Londres, Inglaterra en mayo de 2011.

El 6 de septiembre de 2014, se estrenaría la película «Roger Waters: The Wall», dirigida por Roger Waters y Sean Evans, recopilando varias tomas de diversos conciertos de su gira en solitario entre 2010 y 2013, así como escenas añadidas de un viaje auto reflexivo en carretera de Roger Waters hasta Anzio, Italia, lugar donde murió su padre en 1944 durante la Segunda Guerra Mundial y por ende, la base que originó el concepto de "The Wall". La película fue estrenada en el Festival Internacional de cine de Toronto de 2014, donde tanto Roger como Sean Evans recibieron fuertes ovaciones por parte de los asistentes, posteriormente sería estrenada internacionalmente por Universal Pictures el 29 de septiembre de 2015, la cual incluyó una conversación entre Roger Waters y Nick Mason con el título The Simple Facts en el que contestan varias preguntas de los fanáticos.
Actualmente, tanto Waters como Gilmour interpretan algunas canciones del álbum en sus conciertos en solista.

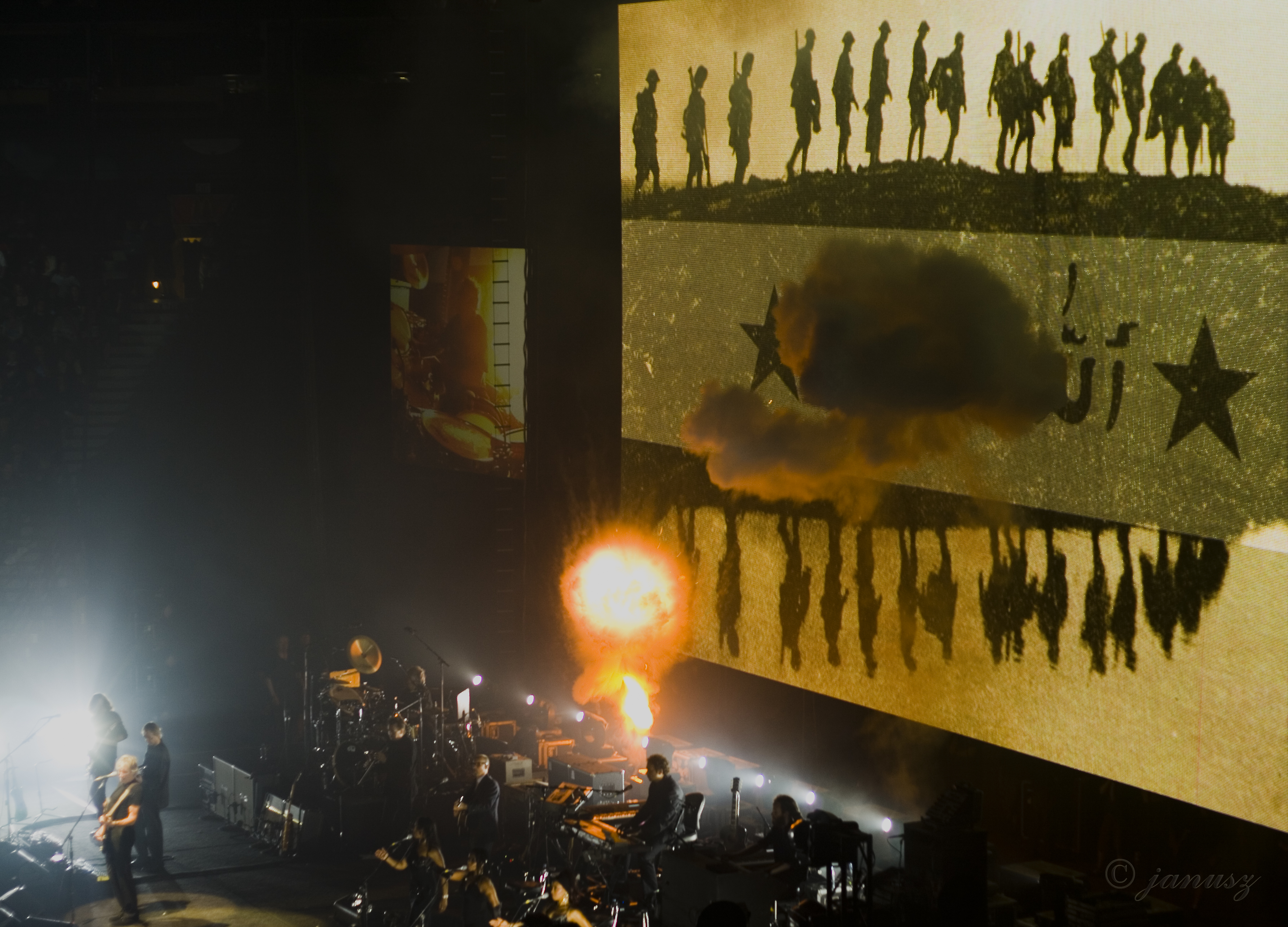
«Bring The Boys Back Home» siendo interpretada en el concierto de Roger Waters en su gira de The Dark Side of the Moon Live de 2006.

## Película

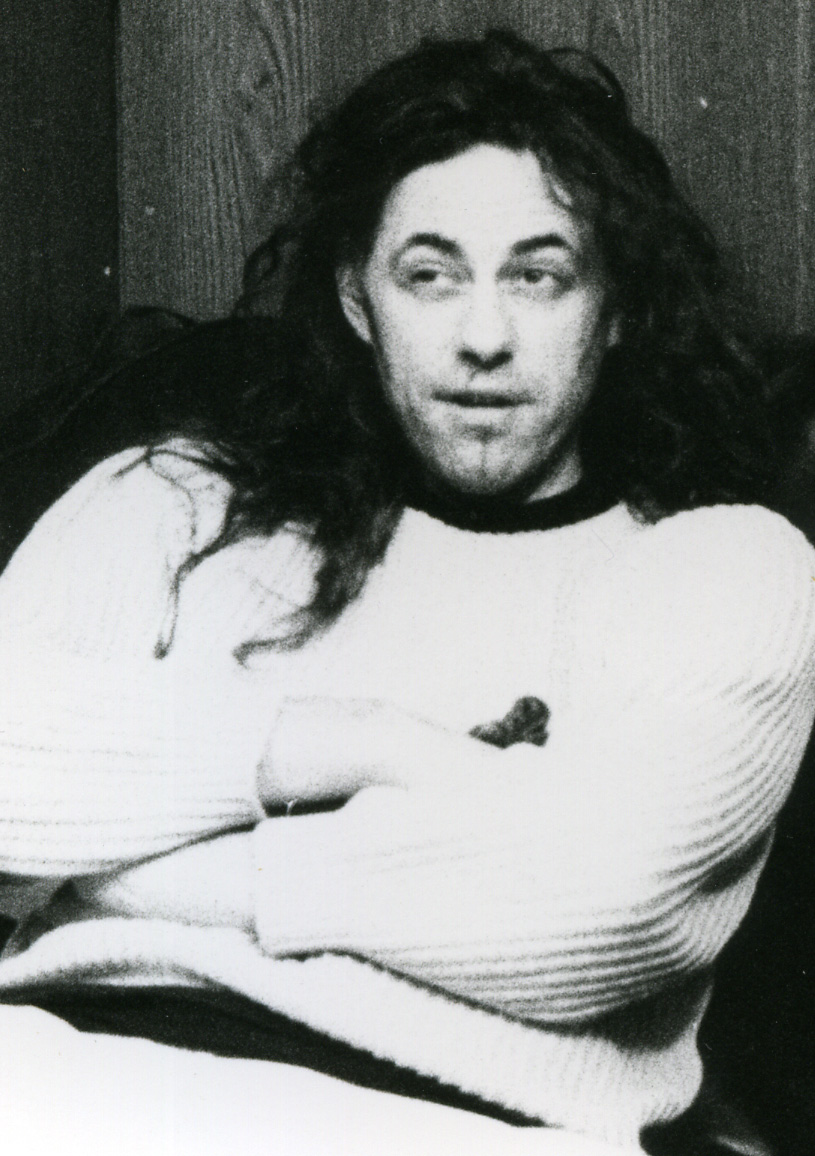
Bob Geldof en 1991.

La versión de cine de «The Wall» se filmó en 1982 por la Metro-Goldwyn-Mayer y United Artists bajo el título de «Pink Floyd – The Wall», con Alan Parker como director y Bob Geldof (el líder de The Boomtown Rats) como «Pink». También participaron en escenas Bob Hoskins y la joven Joanne Whalley. La película sigue de cerca la estructura musical del álbum, con algunas pocas modificaciones; la vida de una estrella de rock y la vida de un país que marcó su descendencia, todo circulando alrededor de la familia, el gobierno, la educación y el sistema social. Poco a poco vemos como el personaje va evolucionando a través de la trama. Las escenas de animación, a cargo de Gerald Scarfe, son un elemento clave en la obra.

## Teatro
En 2004 se anunció la firma de un contrato para producir un musical en Broadway basado en The Wall, y que incluiría nuevos temas y arreglos del propio Waters. Sin embargo, se desconoce todavía que ocurrirá con las canciones en cuya composición participó David Gilmour («Young Lust», «Run Like Hell» y «Comfortably Numb»), así como la fecha de su estreno (si es que realmente se lleva a cabo el proyecto).

## Reconstruyendo el muro
En 2001 Luther Wright and the Wrongs versionan el álbum estilo Bluegrass titulándolo Rebuild the Wall.
En 2005, Billy Sherwood publica una versión de The Wall reinterpretada por grandes grupos de rock de todos los tiempos en homenaje a Roger Waters y su grupo. Participan artistas de la talla de Jethro Tull, Adrian Belew (King Crimson), Robby Krieger (The Doors), Glenn Hughes (Deep Purple), Gentle Giant, Yes, Asia, Styx, ELP, The Cars, Toto, Montrose y muchos más. El disco está editado por Phantom Records y se titula Back Against The Wall (A Tribute To Pink Floyd). 

## Listado de temas
Todas las letras escritas por Roger Waters, salvo donde se indique.

### Disco 1
| Lado 1 |                                       |              |                                                    |          |  |
| N.º    | Título                                | Escritor(es) | Vocalista(s)                                       | Duración |  |
| 1.     | «In the Flesh?»                       | Roger Waters | Waters                                             | 3:18     |  |
| 2.     | «The Thin Ice»                        | Waters       | David Gilmour y Waters                             | 2:26     |  |
| 3.     | «Another Brick in the Wall (Part I)»  | Waters       | Waters                                             | 3:12     |  |
| 4.     | «The Happiest Days of Our Lives»      | Waters       | Waters                                             | 1:50     |  |
| 5.     | «Another Brick in the Wall (Part II)» | Waters       | Gilmour, Waters y the Islington Green School Choir | 3:58     |  |
| 6.     | «Mother»                              | Waters       | Gilmour y Waters                                   | 5:34     |  |
| 20:16  |                                       |              |                                                    |          |  |

| Lado 2 |                                        |                  |                  |          |  |
| N.º    | Título                                 | Escritor(es)     | Vocalista(s)     | Duración |  |
| 1.     | «Goodbye Blue Sky»                     | Waters           | Gilmour          | 2:45     |  |
| 2.     | «Empty Spaces»                         | Waters           | Waters           | 2:10     |  |
| 3.     | «Young Lust»                           | Gilmour y Waters | Gilmour          | 3:29     |  |
| 4.     | «One of My Turns»                      | Waters           | Waters           | 3:35     |  |
| 5.     | «Don't Leave Me Now»                   | Waters           | Waters y Gilmour | 4:08     |  |
| 6.     | «Another Brick in the Wall (Part III)» | Waters           | Waters           | 1:44     |  |
| 7.     | «Goodbye Cruel World»                  | Waters           | Waters           | 0:48     |  |
| 18:39  |                                        |                  |                  |          |  |

### Disco 2
| Lado 3 |                               |                  |                  |          |  |
| N.º    | Título                        | Escritor(es)     | Vocalista(s)     | Duración |  |
| 1.     | «Hey You»                     | Waters           | Gilmour y Waters | 4:40     |  |
| 2.     | «Is There Anybody Out There?» | Waters           | Waters           | 2:44     |  |
| 3.     | «Nobody Home»                 | Waters           | Waters           | 3:26     |  |
| 4.     | «Vera»                        | Waters           | Waters           | 1:35     |  |
| 5.     | «Bring the Boys Back Home»    | Waters           | Waters           | 1:21     |  |
| 6.     | «Comfortably Numb»            | Gilmour y Waters | Waters y Gilmour | 6:24     |  |
| 20:10  |                               |                  |                  |          |  |

| Lado 4 |                         |                    |                  |          |  |
| N.º    | Título                  | Escritor(es)       | Vocalista(s)     | Duración |  |
| 1.     | «The Show Must Go On»   | Waters             | Gilmour          | 1:36     |  |
| 2.     | «In The Flesh»          | Waters             | Waters           | 4:13     |  |
| 3.     | «Run Like Hell»         | Gilmour y Waters   | Waters y Gilmour | 4:19     |  |
| 4.     | «Waiting for the Worms» | Waters             | Waters y Gilmour | 4:04     |  |
| 5.     | «Stop»                  | Waters             | Waters           | 0:30     |  |
| 6.     | «The Trial»             | Waters y Bob Ezrin | Waters           | 5:20     |  |
| 7.     | «Outside the Wall»      | Waters             | Waters           | 1:41     |  |
| 21:43  |                         |                    |                  |          |  |

### Temas añadidos en la película
- «When the Tigers Broke Free» (presente en el álbum Echoes de 2001 y en la versión de The Final Cut de 2004).
- «What Shall We Do Now» (versión original del tema «Empty Spaces» del álbum con letras distintas).

### Temas añadidos de los conciertos
La gira de The Wall, incluyó los siguientes temas no presentes en el álbum original:
- «What Shall We Do Now?» después de «Empty Spaces».
- «The Last Few Bricks» después de «Another Brick in the Wall (Part III)».

### Temas agregados en remasterizaciones y ediciones
Las versiones como Discovery Edition, Experience Edition e Immersion Box Set traen otros discos aparte de los originales remasterizados. El Immersion Box Set trae los discos 3 y 4 como versiones en vivo de los discos 1 y 2, y los discos 5 y 6 son llamados como Work in Progress (trabajo en progreso).

## Personal
Pink Floyd
- Roger Waters — voz, bajo, guitarra acústica, sintetizadores, efectos de sonido.
- David Gilmour — guitarras eléctricas, acústicas y pedal steel, voz, sintetizadores, bajo y bajo fretless, clavinet, efectos de sonido.
- Richard Wright — órgano, piano, piano eléctrico Rhodes, sintetizadores, pedales.
- Nick Mason — batería, percusión.

Músicos adicionales
- Bruce Johnston, Toni Tennille, Joe Chemay, John Joyce — coros.
- Islington Green Secuela — coros de niños.
- Michael Kamen, Bob Ezrin — arreglo de orquesta.
- Bob Ezrin — órgano, piano, sintetizador, coros.
- James Guthrie — percusión, sintetizador, efectos de sonido.
- Jeff Porcaro — batería
- Joe Porcaro, Blue Ocean y otros 5 — tarola.
- Lee Ritenour — guitarras
- Ron di Blasi — guitarra clásica
- Fred Mandel — órgano Hammond
- Bobbye Hall — congas, bongos.
- Frank Marrocco — concertina
- Larry Williams — clarinete
- Trevor Veitch — mandolina
- New York Orchestra — orquesta
- New York Opera — coros
- Coro infantil de Nueva York — coros de niños.
- "Vicki & Clare" — coros
- Harry Waters — voz de niño.
- Chris Fitzmorris — voz masculina en teléfono.
- Trudy Young — voz de groupie.
- Phil Taylor — efectos de sonido.

Producción
- Bob Ezrin, Roger Waters, David Gilmour — coproducción.
- James Guthrie — co-producción, ingeniero de sonido, supervisor de remasterización
- Krieg Wunderlich — remasterización digital (edición MFSL).
- Doug Sax — masterización (LP original) y remasterización digital (reediciones EMI/Sony).
- Nick Griffiths, Brian Christian, Rick Hart — ingenieros de sonido.
- Phil Taylor — equipo de sonido.
- Gerald Scarfe, Roger Waters — diseño de la cubierta.

## Posición en las listas
Álbum
| Año  | Lista                             | Posición | Fuente |
| ---- | --------------------------------- | -------- | ------ |
| 1979 | Lista de álbumes de Gran Bretaña  | 3        | [ 65 ] |
| 1979 | Lista de álbumes de Noruega       | 1        | [ 66 ] |
| 1979 | Lista de álbumes de España        | 9        | [ 66 ] |
| 1979 | Lista de álbumes de Suecia        | 1        | [ 66 ] |
| 1979 | Lista de álbumes de Suiza         | 29       | [ 66 ] |
| 1979 | Lista de álbumes de Alemania      | 1        | [ 66 ] |
| 1979 | Lista de álbumes de Dinamarca     | 19       | [ 66 ] |
| 1979 | Lista de álbumes de Nueva Zelanda | 1        | [ 66 ] |
| 1979 | Lista de álbumes de Italia        | 13       | [ 66 ] |
| 1979 | Lista de álbumes de Finlandia     | 21       | [ 66 ] |
| 1979 | Lista de álbumes de Austria       | 1        | [ 66 ] |
| 1980 | Lista de álbumes de EE. UU.       | 1        | [ 67 ] |
| 1980 | Lista de álbumes de Francia       | 1        | [ 68 ] |
| 2011 | Lista de álbumes de Argentina     | 1        | [ 69 ] |

Sencillos
| Fecha                   | Sencillo                              | Lista                    | Posición | Fuente |
| ----------------------- | ------------------------------------- | ------------------------ | -------- | ------ |
| 23 de noviembre de 1979 | «Another Brick in the Wall (Parte 2)» | UK Top 40                | 1        |        |
| 7 de enero de 1980      | «Another Brick in the Wall (Parte 2)» | US Billboard Pop Singles | 1        |        |
| 9 de junio de 1980      | «Run Like Hell»                       | US Billboard Pop Singles | 53       |        |
| Marzo de 1980           | «Another Brick in the Wall (Parte 2)» | VG-lista (Noruega)       | 1        | [ 70 ] |

## Ventas
| País                     | Certificación | Ventas      | Última fecha de certificación | Comentario                       | Fuente(s)     |
| ------------------------ | ------------- | ----------- | ----------------------------- | -------------------------------- | ------------- |
| Argentina                | 4x Platino    | 250,000+    | 23 de agosto de 1999          |                                  | [ 71 ]        |
| Australia                | 8× Platino    | 560 000+    |                               |                                  |               |
| Canadá                   | 2× Diamante   | 2 000 000+  | 31 de agosto de 1995          |                                  | [ 72 ]        |
| Alemania                 | 4× Platino    | 1 750 000+  | 1994                          |                                  | [ 73 ]        |
| Grecia                   |               | 100 000+    |                               |                                  | [ 74 ]        |
| Polonia                  | Platino       |             | 29 de octubre de 2003         |                                  | [ 75 ]        |
| Estados Unidos RIAA      | 23× Platino   | 11 500 000+ | 29 de enero de 1999           | 8× Platino el 28 de mayo de 1991 | [ 76 ]        |
| Estados Unidos Soundscan |               | 5 381 000+  | 16 de febrero de 2008         | Desde 1991 – febrero de 2007     | [ 77 ] [ 78 ] |

## Nominaciones al Grammy
El álbum fue nominado a 3 premios en la 23.ª edición de los Premios Grammy en 1981, la nominaciones fueron para Mejor álbum, Mejor interpretación vocal de rock de dúo o grupo y Mejor arreglo para grabación - no clásica para James Guthrie, resultando ganador en esta última categoría, a pesar de no gana el premio a mejor álbum, mucha gente considera que el no darle el premio a The Wall es uno de los errores más grandes de la historia de los premios Grammy. Aun así The Wall es el único álbum de Pink Floyd en haber sido nominado a este premio.
En la ceremonia, ni uno de los miembros de Pink Floyd se presentó, yendo en su lugar el ingeniero James Guthrie, quien recibió el único Grammy del álbum que estaba a su nombre.